# Neue Freie Presse
Die Presse é um jornal austríaco editado em Viena, Áustria fundado em 1946. O jornal é sucessor dos jornais tradicionais Die Presse (1848-1896) e Neue Freie Presse (1864-1938 fundado por Max Friedländer).
O jornal faz a cobertura de tópicos de interesse geral. Suas matérias são frequentemente citadas na mídia internacional, no que diz respeito a notícias sobre a Áustria.[carece de fontes?]
O jornal tem cerca de 350 000 leitores.